# Guerra arago-genovesa (1330-1336)
La Guerra aragogenovesa, también conocida como Guerra catalanogenovesa, fue un conflicto armado entre la Corona de Aragón y la República de Génova que tuvo lugar entre 1330 y 1336.

## Antecedentes
La conquista de Cerdeña por Jaime II de Aragón el Justo en 1323, convirtió la antigua rivalidad comercial entre la Corona de Aragón y la República de Génova en guerra abierta, y los consejeros de Barcelona propusieron a Alfonso IV de Aragón el Benigno la organización de una armada contra los genoveses.

## La guerra
Guillermo de Cervelló y de Bañeras comandó una armada de 40 galeras y 30 leños, llevando como vicealmirantes a Galceran Marquet y Bernat Sespujades. Atacó en 1331 Mónaco y Menton, y asedió luego Savona y la propia Génova, para retirarse después a Cerdeña.  Mientras, Antonio Grimaldi armaba una flota para atacar la flota aragonesa y, ante la escalada de las hostilidades, Juan XXII intentaba sin éxito conseguir la paz entre los contendientes.
En 1332 los almirantes de la flota fueron el veguer de Barcelona Pere de Santcliment en primavera, y Francesc de Finestres y Arnau Oliver en invierno. Bernat Sespujades rechazó el ataque de 13 galeras genovesas en Cagliari, a pesar de que contaba entonces con efectivos muy escasos. 
Ottobono Marini fue designado capitán de diez galeras contra la Corona de Aragón en enero de 1333, y en el mes de abril, Ianotto Chicharra a la cabeza ante diez galeras más. Chicharra capturó en Sicilia algunas naves barcelonesas cargadas de trigo, y cuatro naves genovesas atacaron tres galeras y un leño catalanes; los catalanes, a su vez, capturaron naves genovesas.
Alfonso IV el Benigno ordenó que las ciudades de Barcelona, Mallorca y Valencia armaran sesenta galeras, de las cuales tenían que estar listas al menos treinta, en abril de 1333, diez por cada ciudad. Su almirante sería Galceran Marquet, que fue reelegido también para el 1334.
Pedro IV de Aragón el Ceremonioso firmó la paz en 19 de septiembre de 1336, después de haberse establecido una tregua unos meses antes con la intervención del Papa Benedicto XII.

## Consecuencias
La guerra permitió ganar la ciudad rebelde de Sassari, clave para el dominio del norte de la isla de Cerdeña y las rutas marítimas.